# IC 2189
IC 2189 — галактика типу * (зірка) у сузір'ї Малий Пес.
Цей об'єкт міститься в оригінальній редакції індексного каталогу.